# عشب الربيع التونغو
عشب الربيع التونغو (الاسم العلمي:Anthoxanthum tongo) هو نوع من النباتات يتبع جنس عشب الربيع من الفصيلة النجيلية.